# Perfektion der Technik
Die Perfektion der Technik ist ein technikkritischer Essay von Friedrich Georg Jünger. Er wurde 1939 verfasst und – nach drei gescheiterten Anläufen – 1946 erstveröffentlicht. In die späteren Auflagen hat Jünger seine zweite technikkritische Schrift "Maschine und Eigentum" eingegliedert und "Die Perfektion der Technik" um einen Anhang mit dem Titel "Die Weltkriege" erweitert.

## Inhalt
Die zwei Bücher des beinahe 400 Seiten umfassenden Essays sind in 74 kürzere Kapitel unterteilt. Jünger behandelt eine Vielzahl philosophischer, soziologischer und geschichtlicher Themen und stellt immer wieder, meist pessimistische, Prognosen für die Zukunft auf. Jünger zufolge sind mit der Technisierung mehrere Illusionen verbunden: die Illusion, dass durch die Technik dem Menschen Arbeit abgenommen wird und er dadurch an freier Zeit gewinnt, und die Illusion, dass die Technik Reichtum schafft.

## Rezeption
Günter Ropohl zählt Jüngers Essay zu einem jener Werke der konservativen Technikkritik des 20. Jahrhunderts, welche erhebliche Resonanz im Bildungsbürgertum fanden. Er stellt ihn in eine Reihe mit Werken von Günther Anders, Jacques Ellul, Lewis Mumford, Helmut Schelsky und Oswald Spengler. Stefan Breuer wiederum sah in der Perfektion der Technik „eine gewisse Affinität zum Technikverständnis der Linken“ und „die moderne Ökologiedebatte vorweggenommen“. Der Friedrich Georg Jünger-Biograf Andreas Geyer schreibt in seinem Nachwort zur achten Auflage, dass das Werk geradezu als fehlendes Bindeglied für den Übergang der Technikkritik und der Naturschutzdebatte vom rechten ins linke Lager betrachtet werden könne.

## Ausgaben
- Friedrich Georg Jünger: Die Perfektion der Technik, Frankfurt am Main 1946.
- Friedrich Georg Jünger: Die Perfektion der Technik, vierte, durchgesehene und stark vermehrte Auflage, Frankfurt am Main 1953
- Friedrich Georg Jünger: Die Perfektion der Technik, achte, um ein Nachwort vermehrte Auflage, Frankfurt am Main 2010